# Jake Sisko
Jacob "Jake" Sisko är en fiktiv rollfigur i Star Trek: Deep Space Nine, där han porträtteras av Cirroc Lofton. Jake är son till Benjamin Sisko som är befälhavare på rymdstationen Deep Space Nine.

## Biografi
Ombord på Deep Space Ninie lär Jake känna Quarks brorson Nog och tillsammans hittar de på bus som ställer till det för övriga besättningen. Jake går i skola hos Keiko O'Brien, där han visar framfötterna och får bra betyg.